# Griesheim (Hesse)
Pour les articles homonymes, voir Griesheim.
Griesheim est une municipalité allemande située dans le land de la Hesse et l'arrondissement de Darmstadt-Dieburg.
On y trouve une base militaire américaine, le Complexe de Dagger.

## Histoire
| Appartenances historiques Comté de Katzenelnbogen 1264-1479 Landgraviat de Haute-Hesse 1479-1500 Landgraviat de Hesse 1500-1567 Landgraviat de Hesse-Darmstadt 1567-1806 Grand-duché de Hesse 1806-1918 République de Weimar 1918-1933 Reich allemand 1933-1945 Allemagne occupée 1945-1949 Allemagne depuis 1949 |